# Hans Bethe
Hans Albrecht Bethe (2 juillet 1906 à Strasbourg, Empire allemand - 6 mars 2005 à Ithaca, État de New York) est un physicien américain d'origine allemande. Il fut lauréat du prix Nobel de physique de 1967 pour sa contribution à la compréhension de la nucléosynthèse stellaire.
Il s'exila d'Allemagne en 1933 pour s'installer définitivement aux États-Unis en 1935. Durant la Seconde Guerre mondiale, il dirigea la division de physique théorique du Laboratoire national de Los Alamos qui fabriqua la première bombe atomique. Son équipe travailla sur la masse critique d'uranium 235 nécessaire pour obtenir une réaction de fission en chaîne.
Bethe fut témoin de l'explosion de la première bombe atomique de l'histoire. Il se déclara concerné uniquement par la bonne réussite de l'expérience et non par l'implication qu'elle aurait pour le monde. Il déclara : « Je ne suis pas un philosophe ». Il joua également un rôle important dans le développement de la bombe à hydrogène dans les années 1950.
Plus tard, Bethe fit campagne avec Albert Einstein au sein du Comité d'urgence des scientifiques atomistes contre les essais nucléaires et la course aux armements. Il influa auprès de la Maison-Blanche pour la signature des traités d'interdiction des essais nucléaires atmosphériques en 1963 ainsi que celui visant les missiles anti-balistiques (SALT I) en 1972.

## Biographie
Fils d'un physiologiste allemand en poste à l’université de Strasbourg (alors en Allemagne), Bethe étudia la physique à l'université de Francfort et obtint son doctorat à l'université Louis-et-Maximilien de Munich sous la direction d’Arnold Sommerfeld. Il effectua par la suite un séjour postdoctoral à Cambridge et au laboratoire d'Enrico Fermi à Rome. Il quitta l'Allemagne en 1933 lorsque les nazis arrivèrent au pouvoir et qu'il perdit son travail à l'université de Tübingen (sa mère était juive). Il s'exila tout d'abord au Royaume-Uni où il exerça comme professeur pour l'année 1933-1934 puis comme chercheur post-doctoral à partir de l'automne 1934 à l'université de Bristol.
En 1935, Hans Bethe se rendit aux États-Unis où il commença à enseigner en tant que professeur à l'université Cornell. À Cornell, Bethe se fit connaître comme l'un des plus talentueux théoriciens de sa génération. Entre 1935 et 1938, il étudia les réactions nucléaires et les sections efficaces des réactions du cycle carbone-azote-oxygène. Ces recherches furent utiles pour le développement quantitatif de la théorie du noyau atomique de Bohr. Il publia une série d'articles sur la physique nucléaire, résumant à peu près la totalité de ce qui était connu alors sur le sujet. Ces articles devinrent très vite connus comme la « Bethe's Bible » qui resta le standard de la discipline pour de nombreuses années. Il fut naturalisé américain en 1941.
Lorsque la guerre éclata, Bethe voulut contribuer à l'effort de guerre.
Suivant les conseils de son ami Theodore von Karman, aérodynamicien à Caltech, Bethe collabora avec Edward Teller, alors à l'Université George Washington sur la théorie des ondes de choc produites par le passage des projectiles à travers les gaz. Ce travail fut plus tard utile aux chercheurs qui étudièrent les missiles. Bethe travailla également sur une théorie de la pénétration des blindages.
Au cours de l'été 1942, il prit part à des sessions spéciales d'enseignement à l'université de Berkeley, Californie, où il fut invité par Robert Oppenheimer. Ce fut au cours de ces sessions que furent imaginées les premières idées de bombe atomique.
Initialement, Bethe était sceptique sur la possibilité de produire une arme nucléaire à partir d'uranium (il avait écrit un article théorique dans les années 1930 rejetant le concept de fission nucléaire), mais lorsque Teller lui montra la pile atomique qu'Enrico Fermi était en train de construire à l'Université de Chicago, Bethe fut convaincu qu'un tel projet était faisable.
Quand Oppenheimer créa le laboratoire secret consacré à la fabrication des nouvelles armes nucléaires à Los Alamos, il engagea Bethe en tant que directeur de la division de physique théorique, ce qui irrita Teller au plus haut point, lui qui avait tant convoité ce poste. Au cours du projet Manhattan, Klaus Fuchs, qui faisait passer des informations sensibles aux Russes, faisait partie de l'équipe dirigée par Bethe. Comme tous les autres scientifiques du projet, Bethe ne soupçonna jamais Fuchs d'être un espion.
Après la fin de la Seconde Guerre mondiale, Bethe se prononça contre le développement de la bombe à hydrogène, mais après que Harry Truman eut annoncé la mise en œuvre de ce programme et que la guerre de Corée eut éclaté, Bethe se rallia à l'équipe associée à ce projet de bombe à hydrogène et joua un rôle crucial dans son développement. Bien qu'il voulût voir le projet mené à terme, Bethe souhaitait qu'il fût impossible de produire une telle arme.
Il reçut la médaille Max-Planck en 1955 puis la médaille Franklin en 1959. En 1961, il reçut la médaille Eddington de la Royal Astronomical Society pour ses travaux sur les processus de création d'énergie dans les étoiles ainsi que le prix Enrico-Fermi.
Bethe reçut le prix Nobel de physique de 1967 « pour ses contributions à la théorie des réactions nucléaires, particulièrement ses découvertes concernant l'énergie produite dans les étoiles ». Il avait proposé que la source de cette énergie était des réactions de fusion thermonucléaire dans lesquelles l'hydrogène est converti en hélium (nucléosynthèse stellaire).
Bethe était connu pour ses théories sur les propriétés atomiques. À la fin des années 1940, il proposa la première solution aux infinis qui apparaissaient dans la théorie du décalage de Lamb. Ce travail fut la base du travail pionnier poursuivi plus tard par Richard Feynman, Julian Schwinger et d'autres qui marqua le début de l'électrodynamique quantique moderne.
En 1954, Bethe témoigna en faveur de Robert Oppenheimer, qui subissait un procès politique, étant sympathisant communiste. Durant ce procès, Bethe et sa femme essayèrent de convaincre Teller de ne pas témoigner en défaveur de Oppenheimer, mais Teller refusa et son témoignage joua un rôle important sur l'issue du procès et la condamnation de Oppenheimer.
Alors que Bethe et Teller avaient été en très bon termes dans les années d'avant guerre, le conflit apparu entre eux durant le projet Manhattan, et particulièrement durant le procès Oppenheimer, obscurcit durablement leur relation. En 1957, il devient membre étranger de la Royal Society.
En 1960, Bethe, avec le physicien d'IBM Richard Garwin, écrivit un article critiquant dans le détail le nouveau système de défense anti-missiles que préparait le gouvernement américain. Dans cet article du Scientific American, les deux physiciens décrivaient dans le détail comment toute contre-attaque que les États-Unis pourraient engager serait futile, du fait que l'ennemi pouvait déjouer tout le système par des astuces adaptées. Bethe fut l'une des voix scientifiques les plus en vue derrière la signature du Traité d'interdiction partielle des essais nucléaires (atmosphériques) de 1963.
Au cours des années 1980 et 1990, Bethe fit campagne pour l'utilisation pacifique de l'énergie nucléaire. Après la catastrophe de Tchernobyl, il mit en place un comité d'experts pour analyser l'incident et conclut qu'un épisode similaire n'aurait pas pu arriver dans un réacteur aux États-Unis, du fait que le réacteur russe souffrait de défauts de conception et que des erreurs humaines avaient également contribué fortement à l'accident.
Durant toute sa vie, Bethe resta un fervent partisan de l'énergie nucléaire pour produire de l'électricité.
Au cours des années 1980, il s'opposa farouchement avec d'autres physiciens au programme de « guerre des étoiles » conçu par l'administration Reagan, en mettant en avant les énormes sommes d'argent en jeu et le retour de sentiments de méfiance et d'animosité que cela allait engendrer.
En 1995, alors âgé de 88 ans, Bethe écrivit une lettre ouverte appelant tous les scientifiques à cesser immédiatement toute activité relative au développement d'armes nucléaires. En 2004, il signa une lettre avec 47 autres lauréats du prix Nobel pour encourager la candidature de John Kerry contre George W. Bush, en accusant ce dernier d'une mauvaise utilisation de la science.
Bethe continua à effectuer des travaux de recherche sur les supernovae, les étoiles à neutrons, les trous noirs et d'autres problèmes d'astrophysique théorique jusqu'à plus de 90 ans.
L'astéroïde (30828) Bethe a été nommé en son honneur. Alors octogénaire, il écrivit un article important au sujet du problème des neutrinos solaires. Il fut lauréat de la médaille Bruce en 2001.
Bethe avait une passion pour l'histoire et la philatélie. À ce sujet, il déclara un jour que c'était le seul sujet auquel tous les pays du monde pouvaient collaborer en paix.
Hans Bethe est mort chez lui à Ithaca en mars 2005. Il était alors professeur de physique émérite à l'université Cornell.